# Fornace
Fornace település Olaszországban, Trento megyében. Lakosainak száma 1333 fő (2023. január 1.). Fornace Albiano, Civezzano, Lona–Lases, Pergine Valsugana és Baselga di Piné községekkel határos.

## Népesség
A település népességének változása:
| Lakosok száma | 1351 | 1343 | 1333 |
|               | 2017 | 2018 | 2023 |